# ドッソ・ドッシ

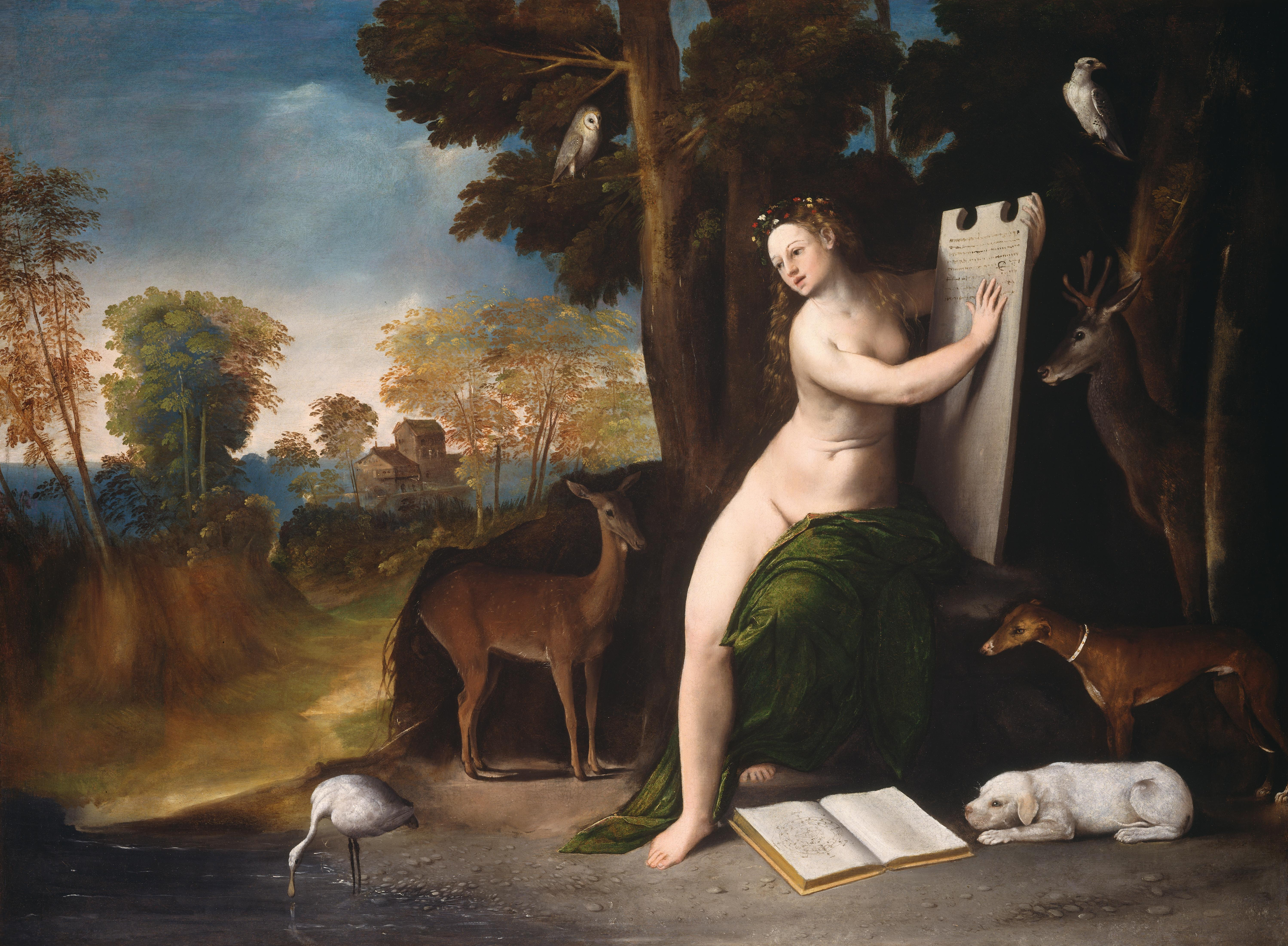
ドッソ・ドッシ『風景の中のキルケと恋人たち』（1514年-1516年頃）ワシントン・ナショナル・ギャラリー所蔵

ドッソ・ドッシ（伊: Dosso Dossi, 1490年頃-1542年）は、ルネサンス期のイタリアの画家である。本名はジョヴァンニ・ディ・ニッコロ・デ・ルテーリ（Giovanni di Niccolò de Luteri）。フェラーラ派に属する。

## 生涯
ドッシはミランドラのTramuschioに生まれたものと思われる。若い頃のことやどこで修行したかについての十分な記録はないのだが、父親はフェラーラ公の会計係 (spenditore or fattore)で、絵を学んだのは、地元のロレンツォ・コスタの下でか、あるいはマントヴァ（1512年にそこにいたことはわかっている）であったろうと思われる。1514年にはフェラーラ公の宮廷にいて、以後30年間、アルフォンソ1世・デステとエルコレ2世・デステに仕え、後には宮廷の主席画家にまでなった。ローマのラファエロの工房で修行した弟のバッティスタとは、よく一緒に仕事をした。ドッシは頻繁にフェラーラ公のために家具や劇場のセットの装飾を手掛けたが、その装飾はその場限りのものだった。ガロファロと一緒に仕事をしたことも知られている。弟子には、Giovanni Francesco Surchi（en:Giovanni Francesco Surchi, il Dielai)、Gabrieale Capellini、Jacopo Panicciatiといった人物がいる。

## 作風
ドッシは自然主義で、デザインに細心の注意を払っていたが、普通ドッシといえば、神話的テーマを扱った絵の中に隠された寓意的な奇想で知られている（博愛主義的なフェラーラ宮廷でそれが好まれたことはコズメ・トゥーラの項目の、スキファノイア宮殿の記事を参照）。フリードバーグはドッシの戯画っぽさ、原始主義、比率のエキセントリックな歪みを表現するのに、スプレッツァトゥーラ(en:sprezzatura。難しいことを簡単に見せること)という言葉を使った。またドッシは、棚飾りに普通は使わない明るい着色を使ったことでも有名である。また『キリスト降架』のようないくつかの作品は、コレッジョの絵を連想させるゆらめくような質感を持っている。
エステ城の中にあるアルフォンソ1世・デステの「Camerino d'Alabstro」は、ジョヴァンニ・ベリーニの『神々の祝祭』やティツィアーノの『ヴィーナス崇拝』を含む乱痴気で官能的な絵が飾られていたところだが、ドッシのフリーズ画『エリュシオンの野のアエネアス』はその部屋の一部である。ウェルギリウス作『アエネイス』の第6巻635-709行、アエネアスがクマエの巫女の導きでエリュシオンへの道を進む場面を描いたもので、森の中、さまざまなポーズを取る裸の人々、端には竪琴を持ったオルフェウスがいて、一番奥には幽霊のような白い馬がいる。
『ヘラクレスとピグミーたち』では、アンタイオスを負かした直後、眠っていたヘラクレスが親指大のピグミーたちに襲われる場面を描いている。ヘラクレスが持っているライオンの毛皮は、そのすぐ後でヘラクレスがピグミーたちを包み込むのに使われる。逞しいヘラクレスの描写は当時のフェラーラ公エルコレ2世・デステの権威を表している。

## 代表作

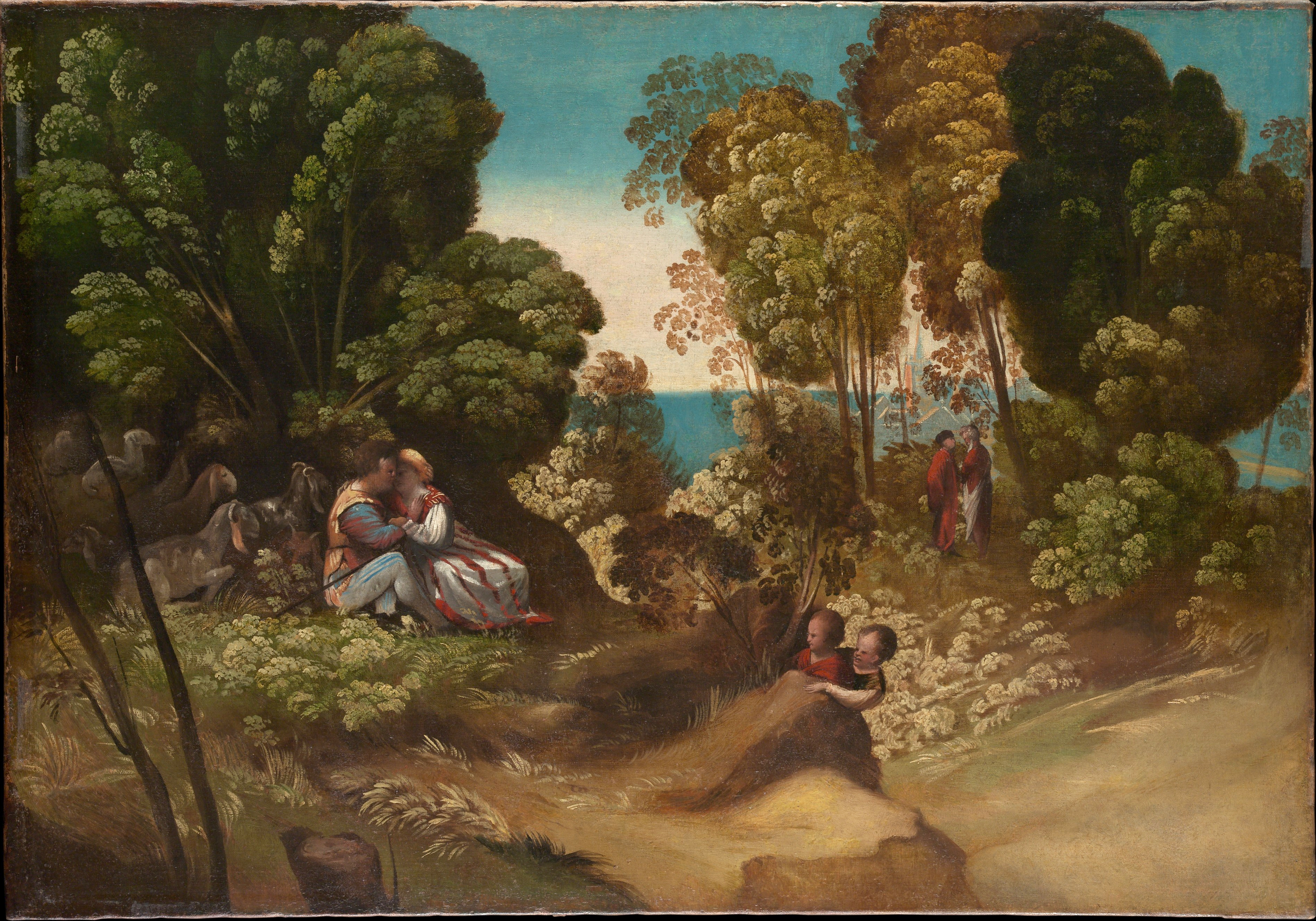
ドッソ・ドッシ『人間の3つの時代、または素朴な田園生活』メトロポリタン美術館所蔵

- 『聖家族と寄付者』（1514年）フィラデルフィア美術館
- 『人間の三世代』（1515年）メトロポリタン美術館
- 『運命の寓意』（1530年頃）油彩、キャンバス、178 x 216.5 cm,ロサンゼルス、ゲティ・センター
- 『エリュシオンの野のアエネアス』（1518年-1521年）オタワ、カナダ国立美術館
- 『アエネアス　バーミンガム』バーバー・インスティチュート・オブ・ファインアート
- 『ヘラクレスとピグミーたち』グラーツ州立博物館ヨアネウム
- 『パーンの神話』ロサンゼルス、ゲティ・センター
- 『音楽の寓意』フィレンツェ、ホーン美術館
- 『ヘラクレスの寓意 (魔術)』（1535年頃）油彩、キャンバス、143 x 144 cm/フィレンツェ、ウフィツィ美術館
- 『聖ミカエル』ドレスデン、アルテ・マイスター絵画館
- 『聖ゲオルギウスとドラゴン』ドレスデン、アルテ・マイスター絵画館
- 『洗礼者ヨハネと福音記者ヨハネの前に現れた聖母』（1520年代）フィレンツェ、ウフィツィ美術館
- 『ユピテル、メルクリウスと美徳』（1524年）クラコフ、ヴァヴェル城
- 『戦士の肖像』フィレンツェ、ウフィツィ美術館